# Riksdagsvalet i Sverige 1991
Riksdagsvalet i Sverige 1991 hölls den 15 september 1991. Valet ledde till ett maktskifte då den socialdemokratiska regeringen förlorade valet och en borgerlig regering med Carl Bildt som statsminister tillträdde. Två nya partier, Kristdemokratiska samhällspartiet och Ny demokrati, blev invalda i riksdagen. Miljöpartiet de gröna fick under fyra procent och åkte därmed ut ur riksdagen.

## Valkampanjen

### Bakgrunden till valkampanjen: finanskrisen
Under åren 1986 till 1990 avreglerades kreditmarknaden för bostadsmarknaden och bankernas utlåning ökade kraftigt. Finanskrisen hade sin början när fastighetsbolaget Nyckeln ställde in sina betalningar augusti 1990. Under hela 1991 ökade varsel, uppsägningar och nedläggningar dramatiskt. Denna ekonomiskt negativa utveckling och det medföljande hotet om nedskärningar, som även de regerande socialdemokraterna ställde sig bakom, satte sin prägel på den svenska valrörelsen. Men även utrikespolitiska förändringar som Berlinmurens fall och kommunistblockets upplösning påverkade klimatet inför riksdagsvalet.

### Ny demokrati
Ny demokrati var ett helt nytt parti som hade bildats under våren 1991. Startskottet blev att veckotidningen Hänt i veckan hade frågat skivbolagsdirektören Bert Karlsson om "Berts önskeregering" där han först satte dit sig själv som statsminister men efter att ha fått tips om företagsledaren och greven Ian Wachtmeister, som hade uppträtt i teve, satte han denne som tilltänkt regeringschef. På initiativ av Hänt i veckan träffades Karlsson och Wachtmeister i kafeterian på Arlanda den 20 november 1990 och kort därefter skrev de ihop ett partiprogram som baserades på material från Svenska Arbetsgivareföreningen. Den 25 november 1990 publicerade Dagens Nyheter en debattartikel skriven av Wachtmeister och Karlsson där de lanserade partiet Ny demokrati. Partiet bildades officiellt i februari 1991 och under våren fick partiet drygt 10 procent i opinionsundersökningarna.
Partiet ansåg att politiken behövde förnyas, något som Wachtmeister sammanfattade under parollen "drag under galoscherna", de gamla partierna anklagades för att ha för liten kontakt med sina väljare, statens utgifter och den offentliga sektorn skulle minskas, skatterna sänkas, invandringen begränsas och u-landsbiståndet skulle minska. Även billigare alkohol på krogen utlovades. Partier och ungdomsförbund skulle få minskat ekonomiskt stöd. Partiets motto blev "Sunt förnuft, personlig frihet och hänsyn till andra", och partiprogrammet utlovade att det skulle bli "roligare att leva". Paul Paljett, en av Bert Karlssons artister, komponerade en "kampsång" för partiet. "Häng med, häng med. Nu hänger vi med. Här kommer vi, som hatar allt förmynderi" blev Ny demokratis signaturmelodi. Med en annorlunda retorik fick partiet välbesökta möten runtom i landet, till exempel använde Karlsson och Wachtmeister läskbackar för att illustrera sina beräkningar. Partiets torgmöten fick mycket uppmärksamhet av Expressen som, enligt vad dåvarande reportern Paul Ronge senare har sagt, skrev om partiet eftersom det hade ett stort underhållningsvärde. Ett vinnande koncept var också de båda partiledarna själva: Wachtmeister attraherade besvikna moderater, medan Bert Karlsson lockade väljare som stod mer till vänster.  När Wachtmeister och Karlsson talade i Almedalen i Visby drog de 3 000 personer.

### Det borgerliga blocket
Den 30 oktober 1990 publicerade Moderaternas Carl Bildt och Folkpartiets Bengt Westerberg en debattartikel i Dagens Nyheter där de förklarade att de ville regera tillsammans. Under våren 1991 kom ett gemensamt valmanifest, Ny start för Sverige vilket skulle tydliggöra att ett regeringsskifte skulle medföra långt större förändringar än efter den borgerliga valsegern 1976.
De fyra borgerliga partierna (moderaterna, folkpartiet, centern och kristdemokraterna) aviserade att gemensamt ta över regeringsmaken efter valet, därför kritiserade partierna varandra i väldigt liten utsträckning. En konfliktfylld fråga var dock de borgerligas hållning gentemot Ny demokrati, här förklarade folkpartiets Bengt Westerberg tydligast att han inte kunde regera med stöd av det nya partiet.

### Socialdemokraterna
Valrörelsen 1991 var ovanlig för socialdemokraterna eftersom den började med ett historiskt lågt stöd för arbetarpartiet. Kjell-Olof Feldts avgång som finansminister och hans kritik i boken "Alla dessa dagar ... " mot socialdemokraternas ekonomiska politik utnyttjades av Carl Bildt. I sina memoarer Lärdomar är Ingvar Carlsson mycket kritisk mot att Feldt publicerade boken just då. Carlsson anser den vara en av orsakerna till valförlusten. I en opinionsmätning av SIFO i april hade Socialdemokraterna hamnat under 30 procent, det lägsta någonsin i modern tid. 
Den 18 mars 1991 registrerades partiet Arbetarlistan för val till riksdag, landsting och kommun och leddes av fackföreningsmannen Åke Wiklund. Detta parti bestod till största delen av socialdemokratiska avhoppare och fackföreningsfolk men enligt Wiklund fanns det även folk inom partiet som han kallar för "tokvänstern". Enligt en opinionsundersökning gjord av TEMO var 4 % av väljarna säkra på att de skulle rösta på arbetarlistan och 26 % kunde tänka sig att göra det. Partiet splittrades och upplöstes innan valet, men dess verksamhet tog mycket kraft från socialdemokraternas valkampanj.

### Miljöpartiet
De gröna hade ett svår läge i valet 1991 eftersom valrörelsen dominerades av landets ekonomiska problem. Enligt Mikael Gilljam och Sören Holmberg var det ett problem för partiet att miljöfrågan inte spelade någon större roll under valrörelsen. Journalisten Torbjörn Nilsson menar att Miljöpartiet gick igenom en turbulent period efter deras intåg i riksdagen 1988 när det inom partiet uppstod bråk mellan de nyvalda språkrören Fiona Björling och Anders Nordin och det gamla språkröret Birger Schlaug. Ett bråk som fortsatte när Björling och Nordin efterträddes av Margareta Gisselberg och Jan Axelsson. Fler faktorer till partiets kräftgång var att Gisselberg offentligt hade deklarerat att hon var för kärnkraft samt att riksdagsledamoten Kent Lundgren i tv föreslog att en del brottslingar skulle avtjäna sitt straff med fotboja och att det skulle finnas dödlig gift i bojan som skulle injiceras så fort den dömde rörde sig utanför sitt tillåtna område. Stig Hadenius menar dessutom att medierna förmedlade bilden om ett miljöparti i sönderfall.

### Vänsterpartiet
Efter kommunistblockets sönderfall hade Vänsterpartiet kommunisterna bytt namn till Vänsterpartiet samtidigt som flera representanter bytte till socialdemokraterna. 

### Partiernas valaffischer
| Parti                             | Valaffisch                                                          |
| --------------------------------- | ------------------------------------------------------------------- |
| Socialdemokraterna                | Ett tryggt Sverige också i morgon. Arbete åt alla.                  |
| Socialdemokraterna                | Ett tryggt Sverige också i morgon. Sverige är unikt.                |
| Socialdemokraterna                | Alla barnen delar lika utom Carl. Han är nyliberal.                 |
| Vänsterpartiet                    | Vi behöver alla varandra.                                           |
| Vänsterpartiet                    | Fördela rättvist.                                                   |
| Moderaterna                       | Brottslingar ska sitta inne. Du ska våga vara ute.                  |
| Centerpartiet                     | Centern älskar Sverige. Hela Sverige!                               |
| Folkpartiet liberalerna           | Befria Sverige. Människorna ska växa. Inte byråkratin.              |
| Folkpartiet liberalerna           | Befria Sverige. Från flyktinghat och rasism.                        |
| Kristdemokratiska samhällspartiet | Marknadsekonomi med moral.                                          |
| Kristdemokratiska samhällspartiet | Familjen formar framtiden.                                          |
| Ny demokrati                      | Vanligt folk måste få råd att gå ut och äta. Sänk restaurangmomsen. |
| Ny demokrati                      | Du behöver inte landstinget. Du behöver sjukvård.                   |
| Ny demokrati                      | Både sälar och människor behöver kärnkraft.                         |

## Valresultat

### Sammanfattning av valresultatet
Valet 1991 kännetecknades av de största förändringarna inom väljarkåren sedan demokratins införande. Miljöpartiet fick 3,4% och klarade inte fyraprocentsspärren. Kristdemokraterna (kds) ökade med drygt fyra procentenheter och tog sin i riksdagen med 7,1%, Även Ny demokrati blev representerat i parlamentet med sina 6,7%. Socialdemokraterna gjorde sitt sämsta val sedan 1928 och fick knappt 38% medan Moderaterna ökade med tre procentenheter medan Folkpartiet och Centerpartiet gick ner med knappt sex procentenheter. Sammantaget kan valet 1991 kallas för ett "högerval", vilket understrysk genom att 44% av väljarna placerade sig till höger på den politiska skalan (enbart 27% placerade sig till vänster). Andra utmärkande drag för valet var att fler kvinnor valdes in och att politikernas genomsnittsålder ökade.
 

Det socialistiska blocket (S och V) fick sammanlagt 42,2 procent medan det borgerliga blocket (C, FP, KD och M) fick 46,7 procent av rösterna. Miljöpartiet fick 3,4 procent och åkte ur riksdagen. Ny demokrati fick 6,7 procent och kom in i riksdagen, men fick motvilligt stå utanför blockpolitiken. Antalet röstberättigade var 6 413 771 personer och antalet röstande var 5 562 920 personer vilket ger ett valdeltagande på 86,73 procent, en uppgång med 0,7 procentenheter jämfört med föregående riksdagsval. De nu fyra borgerliga partierna fick tillsammans 171 mandat (samma resultat som i riksdagsvalet 1985) men behövde Ny demokrati för att få egen majoritet i riksdagen. De två vänsterpartierna fick 154 mandat tillsammans.

### Röstantal, röstandel och mandatfördelning
|                      |                                      |                                        |                    |        |        |                  |                  |                  |
| Parti                | Parti                                | Partiledare                            | Röster             | Röster | Röster | Mandatfördelning | Mandatfördelning | Mandatfördelning |
| Parti                | Parti                                | Partiledare                            | Antal              | %      | +− %   | Antal            | +−               | %                |
|                      | Socialdemokraterna                   | Ingvar Carlsson                        | 2 062 761          | 37,71  | −5,5   | 138              | −18              | 39,54            |
|                      | Moderata samlingspartiet             | Carl Bildt                             | 1 199 394          | 21,92  | +3,62  | 80               | +14              | 22,92            |
|                      | Folkpartiet liberalerna              | Bengt Westerberg                       | 499 356            | 9,12   | −3,08  | 33               | −11              | 9,46             |
|                      | Centerpartiet                        | Olof Johansson                         | 465 175            | 8,50   | −2,80  | 31               | −11              | 8,89             |
|                      | Kristdemokratiska samhällspartiet    | Alf Svensson                           | 390 351            | 7,14   | +4,20  | 26               | +26              | 7,45             |
|                      | Ny demokrati                         | Ian Wachtmeister                       | 368 281            | 6,73   | +6,73  | 25               | +25              | 7,16             |
|                      | Vänsterpartiet                       | Lars Werner                            | 246 905            | 4,51   | −1,33  | 16               | −5               | 4,58             |
|                      | Miljöpartiet                         | Jan Axelsson och Margareta Gisselberg  | 185 051            | 3,38   | −2,15  | 0                | −20              | —                |
|                      | Sjöbopartiet                         | Sven-Olle Olsson                       | 27 635             | 0,51   | +0,51  | 0                | —                | —                |
|                      | Sverigedemokraterna                  | Anders Klarström och Madeleine Larsson | 4 877              | 0,09   | +0,07  | 0                | —                | —                |
|                      | Arbetarlistan                        | (uppgift saknas)                       | 3 645              | 0,07   | +0,07  | 0                | —                | —                |
|                      | Arbetarpartiet kommunisterna         | (uppgift saknas)                       | 2 969              | 0,05   | —      | 0                | —                | —                |
|                      | Övriga partier                       | —                                      | 14 361             | 0,26   | —      | —                | —                | —                |
|                      | Borgerliga blocket (M + FP + C + KD) | –                                      | 2 554 276          | 46,68  | +4,88  | 170              | +18              | 48,71            |
|                      | Röda blocket (S + V)                 | –                                      | 2 309 666          | 42,22  | −6,83  | 154              | -14              | 44,13            |
| Antal giltiga röster | Antal giltiga röster                 | Antal giltiga röster                   | 5 470 761          | 100,00 |        | 349              |                  |                  |
| Ogiltiga röster      | Ogiltiga röster                      | Ogiltiga röster                        | 92 159             |        |        |                  |                  |                  |
| Totalt               | Totalt                               | Totalt                                 | 5 562 920 (86,7 %) |        |        |                  |                  |                  |

Källa:

### Övriga partier (urval)
- Kalle Anka-partiet, 1535
- Enhet, 888
- Talande tomma stolar, 151
- Soffliggarpartiet, 13
- Ankeborgspartiet, 6
- Kaffegökens vänner, 6
- Stenpartiet, 4
- Gunde Svanpartiet, 3
- Jultomtepartiet, 3
- Vevpartiet, 3
- Nya socialmoderata vänsterliberalerna, 2
- Politikerföraktarna, 2
- Ärliga politikers parti, 2
- Absolut saltfria vägpartiet, 1
- Antitjurfäktarpartiet mat till alla, 1
- Bort med moms på dillpartiet, 1
- Den fullständiga bitterhetens parti, 1
- Fan och hans anhang, 1
- Förvirrad ungdom, 1
- Kannibalpartiet - ät dom rika, 1
- Lådt oss slippa Sivert Öholm-partiet, 1

Källa: Årsboken När Var Hur 1993

### Nyinvalda framtidsnamn
Bland de nyinvalda riksdagskandidaterna som tog plats i riksdagen fanns senare kända namn som Eva Zetterberg, Henrik S. Järrel, Mikael Odenberg, Ines Uusmann, Harriet Colliander, Göran Lennmarker, Inger Davidson, Lennart Daléus, Mats Odell, Ingvar Svensson, Chris Heister, Fredrik Reinfeldt, Gustaf von Essen, Henrik Landerholm, Dan Ericsson, Henrik Landerholm, Lars Stjernkvist, Göran Hägglund, Tuve Skånberg, Bo Bernhardsson, Olle Schmidt, Carl Fredrik Graf, Johan Lönnroth, Inger René, Holger Gustafsson, Patrik Norinder, Widar Andersson, Ulrica Messing, Elvy Söderström, Berit Andnor och Stefan Attefall.

## Regeringsbildning
På grund av socialdemokraternas dåliga val lämnade statsminister Ingvar Carlsson in sin avskedansökan och Moderaterna fick i uppdrag att bilda regering tillsammans med de andra tre borgerliga partierna. Den borgerliga regeringen hade dock ingen majoritet, utan blev beroende av Ny demokratis stöd. Under valkampanjen hade Bengt Westerberg förklarat att han aldrig skulle sätta sig i en regering som var beroende av Ny demokrati på grund av den valkampanj detta parti fört med främlingsfientliga över- och undertoner.
Dagen efter valet, den 16 september, lämnade statsminister Ingvar Carlsson (s) in sin ansökan om entledigande till talman Thage G. Peterson. Talmannen entledigade omedelbart statsministern och övriga statsråd. Därefter inleddes samråd med samtliga ledare för de partier som invalts i riksdagen. Den 17 september uppdrog talmannen åt Carl Bildt (m) att undersöka möjligheterna att bilda en regering med bredaste möjliga stöd i riksdagen. Tisdagen den 24 september meddelade Carl Bildt talmannen att han vid sina sonderingar i regeringsfrågan konstaterat att det fanns underlag för att bilda en borgerlig fyrpartiregering bestående av Moderata samlingspartiet, Folkpartiet liberalerna, Centerpartiet och Kristdemokratiska samhällspartiet. Måndagen den 30 september sammanträdde kammaren första gången under valperioden. Ingegerd Troedsson (m) valdes till ny talman och övertog arbetet med regeringsbildningen. Hon samrådde samma dag med ledarna för samtliga riksdagspartier och informerade därefter de vice talmännen. Dagen därpå samtalade talmannen med ledarna för de presumtiva regeringspartierna, varvid det framgick att dessa var villiga att tillsammans bilda en ny regering. Den 1 oktober föreslog talmannen i ett anförande riksdagen "att till ny statsminister utse Carl Bildt, som avser att bilda en regering bestående av företrädare för Moderata samlingspartiet, Folkpartiet liberalerna, Centern och Kristdemokratiska samhällspartiet". 
Riksdagen prövade talmannens förslag torsdagen den 3 oktober. Innan omröstningen avgavs röstförklaringar av Jan Bergqvist (s), Olof Johansson (c), Ian Wachtmeister (nyd) och Lars Werner (v). Jan Bergqvist uttalade att omröstningen gällde "såväl statsminister som partisammansättning och därmed politiskt program för den föreslagna regeringen". Socialdemokraterna skulle rösta nej liksom de gjort efter valet 1976, valet 1979 och vid omröstningen om Fälldins tredje regering 1981 eftersom de inte utgjorde någon del av det s.k. regeringsunderlaget. Olof Johansson framhöll att talmannen med utgångspunkt i de rådande styrkeförhållandena i riksdagen hade föreslagit statsminister från det största icke-socialistiska partiet, dvs. Moderata samlingspartiet, vilket han fann vara i enlighet med parlamentarismens principer. Eftersom de fyra partierna efter ingående förhandlingar hade enats om grunderna för en ny regeringspolitik, skulle Centerpartiet rösta för talmannens förslag. Ian Wachtmeister menade att sakerna skedde i fel ordning, eftersom statsminister skulle väljas utan att man visste vilken politik den kommande regeringen skulle föra. Vidare uttalade han att Ny demokrati skulle lägga ned sina röster då man inte sett ett handlingskraftigt program som övertygade om att en förändring värd namnet verkligen var på gång. Lars Werner fann det mot bakgrund av valutgången rimligt att det bildades en borgerlig regering. Med hänvisning till förarbetena hävdade han att innebörden i regeringsformen måste vara att riksdagen i sak hade att ta ställning till den politik som den föreslagna statsministern kunde väntas föra. Vidare uttalade Lars Werner att det i och för sig hade varit rimligare att statsministerkandidaten inför riksdagen också presenterat sitt förslag till regeringsprogram före omröstningen, men att det inte fanns något utsagt om detta i regeringsformen. Vänsterpartiet menade att det i grunden var fråga om en omröstning för eller emot ett borgerligt regeringsprogram under moderat ledning. Vänsterpartiet skulle därför rösta nej.
Vid omröstningen röstade 163 ledamöter (m, fp, c och kds) ja till förslaget och 147 ledamöter (s och v) nej. De närvarande ledamöterna (23) från Ny demokrati avstod från att rösta. Riksdagen hade alltså godkänt förslaget och utsett Carl Bildt till statsminister. Talmannen utfärdade samma dag på riksdagens vägnar förordnande för statsministern. Den 4 oktober tillträdde Regeringen Carl Bildt vid en traditionsenlig konselj på Stockholms slott under konung Carl XVI Gustafs ordförandeskap.

## Konsekvenserna av valresultatet
Den borgerliga regeringens politik gick ut på att sänka skatter (främst skatt på förmögenheter och kapital), skapa ett mer företagsvänligt klimat samt att minska statens inblandning i näringslivet eftersom fri konkurrens ansågs vara den bästa grunden för en stark ekonomi. Därför såldes statens aktier i över 30 företag. På grund av den rådande bankkrisen användes dock knappt 100 miljarder kronor för att rädda bankerna. Samtidigt sänktes ersättningarna från socialförsäkringarna. Privata alternativ inom daghem och fritidshem tilläts och föräldrarna kunde numera välja platsen för sina barns omsorg, privata alternativ inom utbildningsväsendet tilläts. Även medierna förändrades när reklam-TV fick sitt genombrott och reklam inom privat radio blev tillåtet.